# يوهان ستيجيفيلت
يوهان ستيجيفيلت (بالسويدية: Johan Stigefelt)‏ مواليد 17 مارس 1976 في السويد، هو متسابق دراجات نارية سويدي. نافس في سباقات بطولة العالم لفئة 500 سي سي ولفئة 250 سي سي ولفئة 50 سي سي. كما شارك في بطولة العالم للسوبرسبورت.

## روابط خارجية
- يوهان ستيجيفيلت على موقع MotoGP.com (الإنجليزية)
- يوهان ستيجيفيلت على موقع WorldSBK.com (الإنجليزية)